# 蘭喬拉諾塞科 (加利福尼亞州)
蘭喬拉諾塞科（英語：Rancho Llano Seco）是位於美國加利福尼亞州比尤特縣的一個非建制地區。該地的面積和人口皆未知。

## 地理
蘭喬拉諾塞科的座標為39°36′30″N 121°57′11″W / 39.60833°N 121.95306°W，而該地的平均海拔高度為34米（即112英尺）。